# Hampton's Magazine
Hampton's Magazine était un magazine mensuel culturel américain fondé en 1907 à New York.

## Histoire
Le Hampton's Magazine a été créé en 1907 par Benjamin Hampton. L'objectif principal du Hampton's Magazine était de donner des informations sur des questions politiques controversées.

Le Hampton's Magazine s'intéressait particulièrement à la corruption des entreprises et publiait des articles comme: Le trust qui contrôlera tous les trusts (août 1909), La puissance de l'eau et le prix du pain (juillet 1909) et Le cœur du problème ferroviaire (décembre 1910). En 1910, le magazine s'éditait à 440 000 exemplaires.

En 1910, comme Benjamin Hampton envisageait de publier un article sur le New York, New Haven and Hartford Railroad, il a été prévenu que si l'article sortait, il serait ruiné en quatre-vingt-dix jours. Hampton a ignoré la menace et a publié l'article. La menace a été exécutée, la publicité s'est tarie et sa banque lui a refusé un prêt de 30 000 $ pour une entreprise évaluée à 2 000 000 $, il n'a pu obtenir de prêt auprès d'aucune banque américaine. En conséquence, Benjamin Hampton a été forcé de fermer le Hampton's Magazine.

### Contributeurs célèbres
- Joseph Conrad
- Jack London
- P.G. Wodehouse